# Randi Leinan
Randi Solli Leinan (* 9. April 1968) ist eine ehemalige norwegische Fußballspielerin, die von 1993 bis 1997 für die Nationalmannschaft spielte und mit ihr den Weltmeistertitel gewann.

## Karriere

### Vereine
Leinan spielte für den Trondheims-Ørn SK von 1991 bis 1994 in der 1. Divisjon, von 1995 bis 1996 in der Eliteserien, der seinerzeit jeweils höchsten Spielklasse im norwegischen Frauenfußball. Während ihrer Vereinszugehörigkeit gewann sie mit der Mannschaft je dreimal die Meisterschaft und den nationalen Vereinspokal; 1994 und 1996 gelang das Double. Sie avancierte am Ende der Spielzeiten 1993, 1995 und 1996 zur Torschützenkönigin. Zuletzt war sie in der Spielzeit 1997 für den Ligakonkurrenten Kolbotn IL aktiv, für den sie 13 Tore in ihren Punktspielen erzielte, darunter sieben (!) in einem Spiel und das ausgerechnet in ihrem letzten am letzten Spieltag am 11. Oktober 1997 (18. Spieltag) beim 8:0-Sieg im Heimspiel gegen Bøler IF.

### Nationalmannschaft
Für die Nationalmannschaft kam sie in fünf Jahren in 19 Länderspielen zum Einsatz. Ihr Debüt am 4. September 1993 in Gvarv beim 6:1-Sieg im ersten Spiel der EM-Qualifikationsgruppe 1 gegen die Nationalmannschaft Tschechiens krönte sie sogleich mit ihrem ersten Länderspieltor, dem Treffer zum 2:0 in der 25. Minute. Auch im zweiten Gruppenspiel am 16. Oktober 1993, beim 8:0-Sieg über die Nationalmannschaft Ungarns, kam sie zum Einsatz und erzielte drei Tore; dazwischen bestritt sie mit der Mannschaft das am 25. September 1993 in Råde mit 1:3 verlorene und in Freundschaft ausgetragenen Länderspiel gegen die Nationalmannschaft Deutschlands. Mit der Mannschaft nahm sie am Turnier um den Algarve-Cup 1994 teil und bestritt das letzte Spiel der Gruppe B beim 6:1-Sieg über die Nationalmannschaft Dänemarks am 18. März in Albufeira sowie das mit 1:0 gewonnene Finale gegen die US-amerikanische Nationalmannschaft zwei Tage später in Faro. Danach war sie im fünften und sechsten EM-Qualifikationsspiel der Gruppe 1 gegen die Nationalmannschaften Finnlands und Tschechiens, sowie im Rückspiel des Viertelfinalqualifikationsspiels gegen die Nationalmannschaft Italiens, beim 4:2-Sieg in Oslo gefordert. Im Spieljahr 1995 bestritt sie mit acht Länderspiele die meisten, darunter das Rückspiel im 2. EM-Halbfinalspiel gegen die Nationalmannschaft Schwedens, die mit dem 4:1-Sieg, die 3:4-Niederlage im Hinspiel wett machten und ins Finale einzogen. Mit der Mannschaft nahm sie an der zweiten Ausspielung der Weltmeisterschaft teil, bestritt das zweite und dritte Spiel der Gruppe B sowie das Viertelfinale, mit dem 3:1-Sieg über die Nationalmannschaft Dänemarks. Damit hatte sie Anteil am späteren Titelgewinn ihrer Mannschaft. Ihr Spieljahr 1995 schloss sie mit zwei Spielen im Turnier um den U.S. Cup ab (2:0 vs. Australien; am 30. Juli, 12:1 vs. Taiwan; am 2. August). Nachdem sie im Spieljahr 1996 kein Länderspiel bestritten hatte, kam sie im Jahr darauf noch einmal in drei Begegnungen mit den Nationalmannschaften Schwedens (2:0; am 16. Februar in Sundsvall), Deutschlands (3:0; am 28. Mai) und Dänemarks (1:1; am 29. Mai beide in Kopenhagen) im Rahmen eines Drei-Nationen-Turniers zum Einsatz. 

## Erfolge
Nationalmannschaft
- Weltmeister 1995
- Algarve-Cup-Sieger 1994
- Drei-Nationen-Turnier-Sieger 1997

Trondheims-Ørn SK
- Norwegischer Meister 1994, 1995, 1996
- Norwegische Pokal-Sieger 1993, 1994, 1996
- Torschützenkönigin 1993 (26 Tore), 1995 (31 Tore), 1996 (27 Tore)